# Dolicolo
Un dolicolo è un terpenoide costituito da un numero variabile di unità di isoprene, terminante con un'unità isoprenoide α-satura recante una funzione alcolica.
I dolicoli rivestono un ruolo chiave nella modificazione post-traduzionale delle proteine, in particolare nella N-glicosilazione nel reticolo endoplasmatico.